# Typhlodromus quercicolus
Typhlodromus quercicolus är en spindeldjursart som beskrevs av Denmark 1992. Typhlodromus quercicolus ingår i släktet Typhlodromus och familjen Phytoseiidae. Inga underarter finns listade i Catalogue of Life.